# Musée provençal

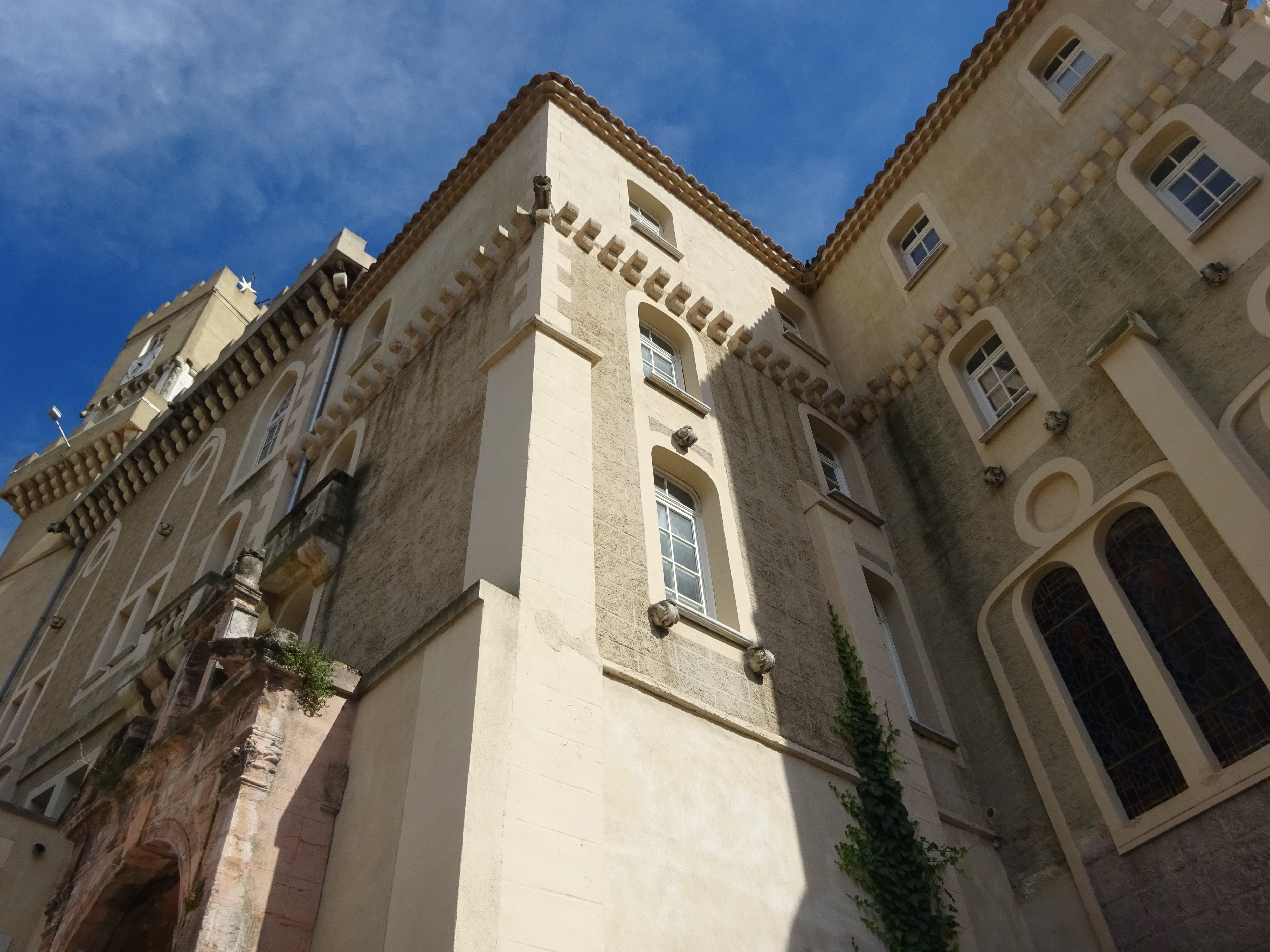
Le château de Château Gombert, site musée du Terroir Marseillais.

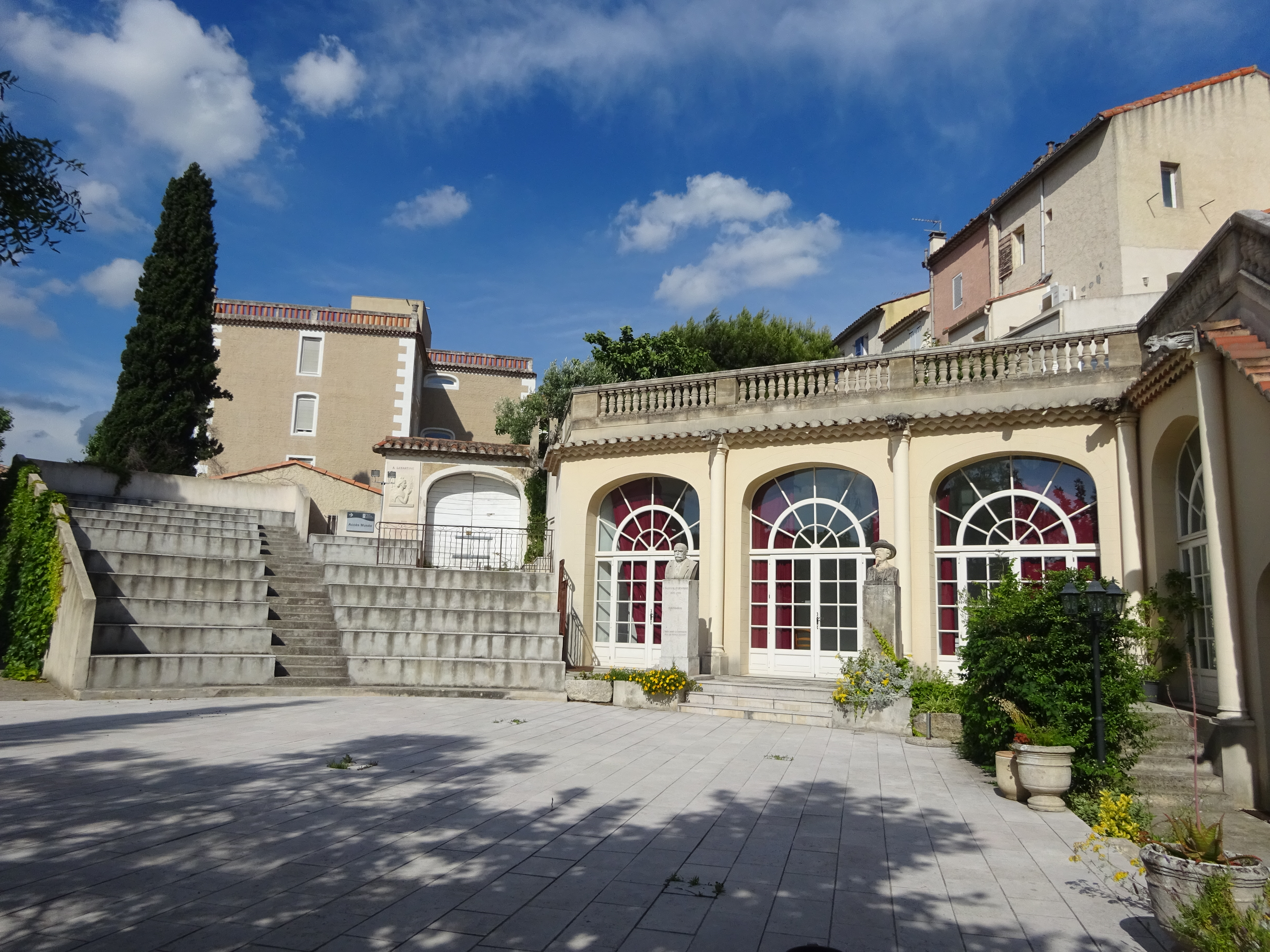
Le théâtre de plein air

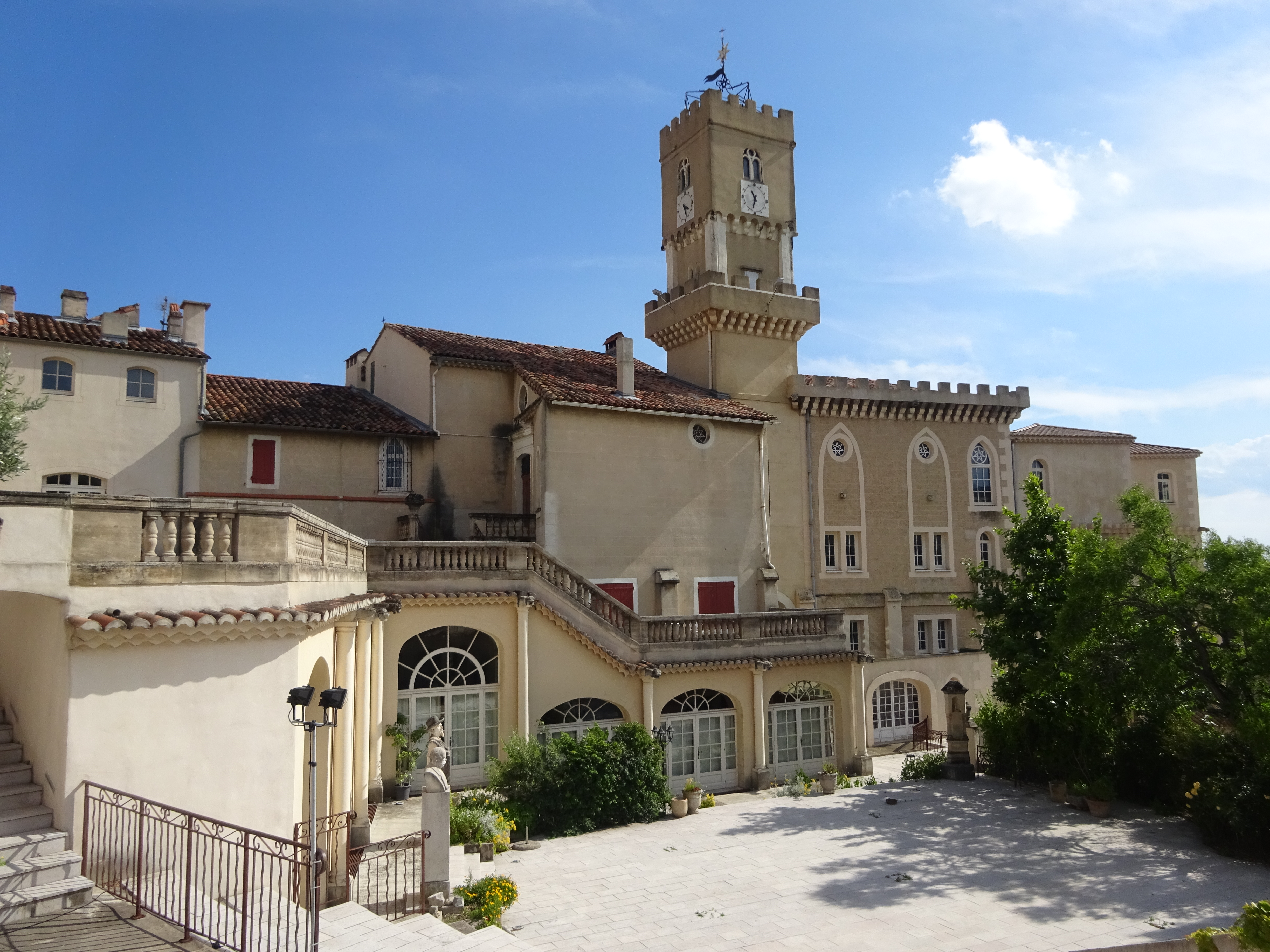
Vue du musée depuis le théâtre de plein air

Le Musée Provençal, anciennement Musée du Terroir Marseillais, est un musée des arts et traditions populaires situé à  Château Gombert dans le 13e arrondissement de Marseille.  
Il a été créé en 1927 par le félibre Jean-Baptiste Julien-Pignol et constitue l'un des premiers musées d'Art et Traditions Populaires de France. Il est, après le Museon Arlaten d'Arles dont il est considéré comme "le frère", le second musée ethnographique de Provence par l'ampleur de ses collections.    

## Histoire
Le Musée Provençal est l'œuvre de son fondateur, Jean-Baptiste Julien-Pignol (1872-1970), et à travers lui celle de Frédéric Mistral, fondateur du Museon Arlaten à Arles, premier Musée des Arts et traditions populaires (ATP) de France. Il y consacra sa vie ainsi que le montant du Prix Nobel qu'il obtînt en 1905, ayant compris l'urgence de sauver ce qui pouvait encore l'être du patrimoine culturel et matériel de la Provence. 
Ému par l'initiative de Frédéric Mistral, Jean-Baptiste Julien-Pignol, issu d'une famille bourgeoise de Château-Gombert, souhaita entreprendre un projet d'envergure pour sa commune, en fondant l'Escolo Felibrenco : lou Roudelet Felibren de Castèu-Goumbert en 1927. À ces activités culturelles s'ajoutait la construction d'une maison de repos pour personnes âgées, reflétant les préoccupations sociales de Jean-Baptiste Julien-Pignol qui souhaitait conjuguer patrimoine, culture et solidarité.
Le musée fut inauguré le 25 juin 1928 sous le nom de Muséon d'Art Prouvençau. Il est devenu le seul musée d'arts et traditions populaires de Marseille depuis la fermeture du Musée du Vieux-Marseille au début du XXIe siècle.

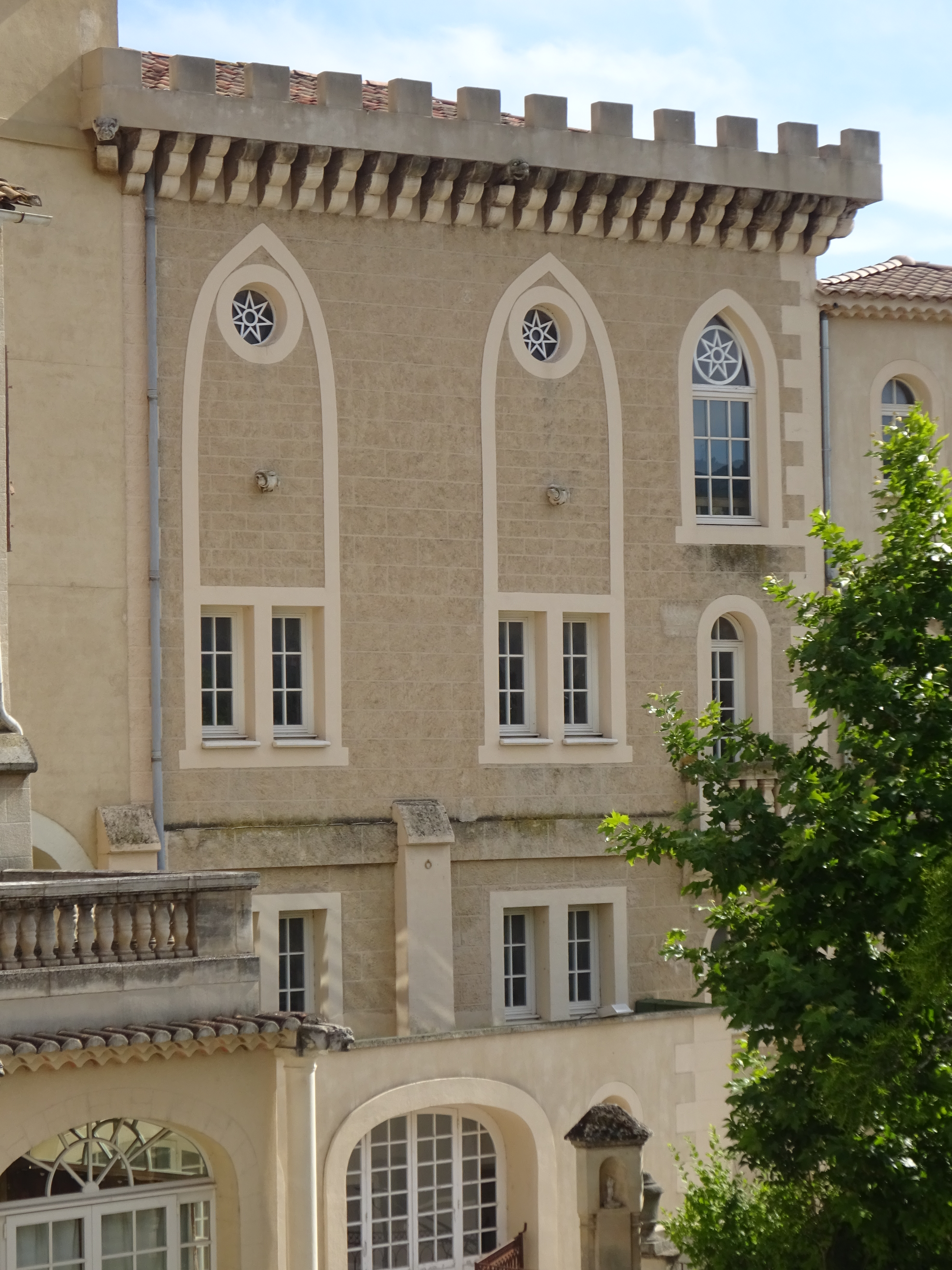
L'un des bâtiments du Musée

À sa création, le musée ne comportait qu'une seule salle : la cuisine provençale, conçue comme un foyer de culture populaire. Les mainteneurs pouvaient s'y réunir comme autrefois, à la veillée, échangeant leurs souvenirs et ravivant les usages anciens dans la langue de leurs pères. Près d'un siècle plus tard, les collections réunissent des milliers d'objets répartis dans dix salles : la cuisine provençale, la chambre bourgeoise, la salle à manger, la salle Renaissance, la salle des santons, celle consacrée aux jouets et celle destinée à la présentation des costumes et trésors textiles. Elles voisinent avec une bibliothèque ancienne riche de plusieurs dizaines de milliers de volumes. 
Le bâtiment, avec sa tour, ses créneaux et ses fenêtres à meneaux, constitue le château actuel, imaginé et construit par le fondateur, afin d'évoquer le château médiéval disparu au XVIe siècle. 
Les collections proviennent essentiellement de dons rassemblés depuis un siècle, issus de familles marseillaises et provençales. 
Entre 2021 et 2025, le musée connaît une campagne de travaux de restauration de ses locaux historiques.   
Le musée est géré depuis 1939 par une association, l'AOSRCG, Association des Œuvres Sociales et Régionalistes de Château-Gombert Provence.            

### Maison des Fondateurs
Cette première séquence permet de découvrir le cadre de vie de la famille Julien-Pignol. Après avoir traversé un vestibule et une cage d'escaliers de la fin du XIXe siècle ornée de vitraux, stucs et peintures murales, le visiteur découvre deux salons à la décoration héritée de la Belle Époque ainsi que la chambre des fondateurs, avec son alcôve et son plafond peint. Ces espaces conservent des meubles, tableaux, objets d'art et souvenirs qui reflètent la vie ainsi que l'œuvre du fondateur de musée, le provençaliste Jean-Baptiste Julien-Pignol. 

### Cuisine provençale

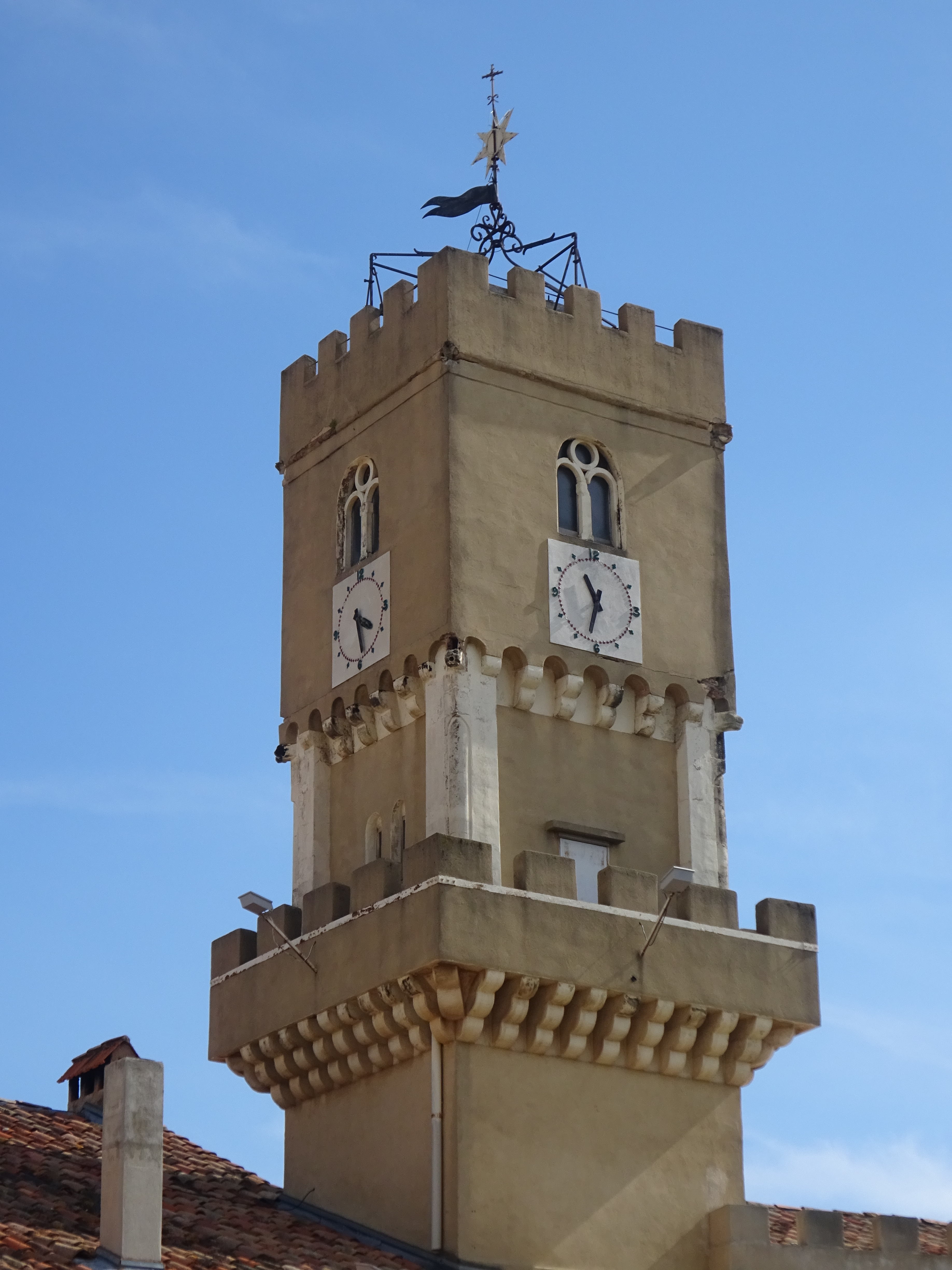
La tour du Musée

Il s'agit de la reconstitution complète d'une cuisine provençale : grande cheminée, annexes de la souillarde et de l'estramàgi (réserve à provisions), avec de très importantes collections de cuivres, poteries utilitaires (XVIIIe-XIXe s.) et mobilier. 
Depuis 1930, la grande table présente les treize desserts de Noël avec les trois nappes, les trois chandelles et les assiettes de blé traditionnelles.
Faïences populaires, ustensiles de cuisine anciens et collections de cuivres y recréent l'atmosphère des cuisines provençales d'autrefois. 

### Salle des costumes
Cette salle rassemble un très important fonds textile, constitué de costumes complets des XVIIIe et XIXe siècles, ainsi que de nombreux accessoires, colifichets, bijoux provençaux et portraits anciens. 

### Salle Renaissance
Par ses proportions et sa décoration fastueuse, cette salle se veut être une évocation de la grande salle seigneuriale du château de Château-Gombert. 

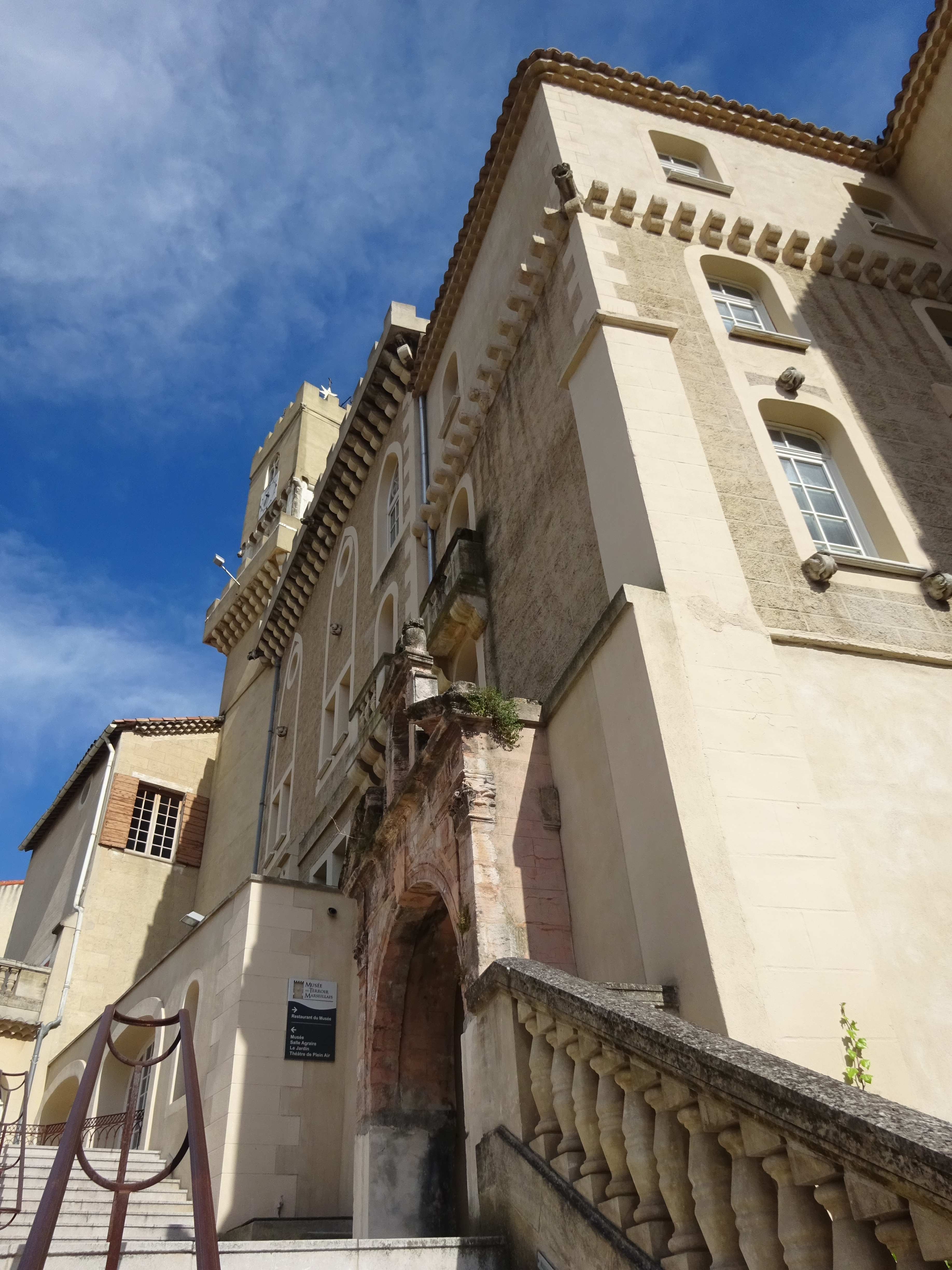
Les grands escaliers du Musée

Elle abrite un décor éclectique ; cheminée monumentale baroque en pierre de Fontvieille, lustre en fer forgé suspendu à la voûte aux croisées d'ogives, mobilier provençal du XVIIe siècle et toiles peintes marseillaises du XVIIIe siècle.

### Salon de musique
Entièrement consacrée à la musique provençale, le visiteur y découvre une belle collection de galoubets et tambourins, trompettes de Saint-Jean, des manuscrits musicaux (XVIIIe-XIXe s.) ainsi que .

### Chambre provençale
Cette salle est une reconstitution fidèle d'une chambre d'une maison bourgeoise, avec un beau mobilier provençal du XVIIIe siècle, une collection de boutis, cotons piqués et objets de piété.

### Salle à manger provençale
Outre sa table dressée, cette pièce rassemble tous les éléments constitutifs d'une véritable salle à manger provençale : panetière, pétrin, salière, farinière, estanié, etc.

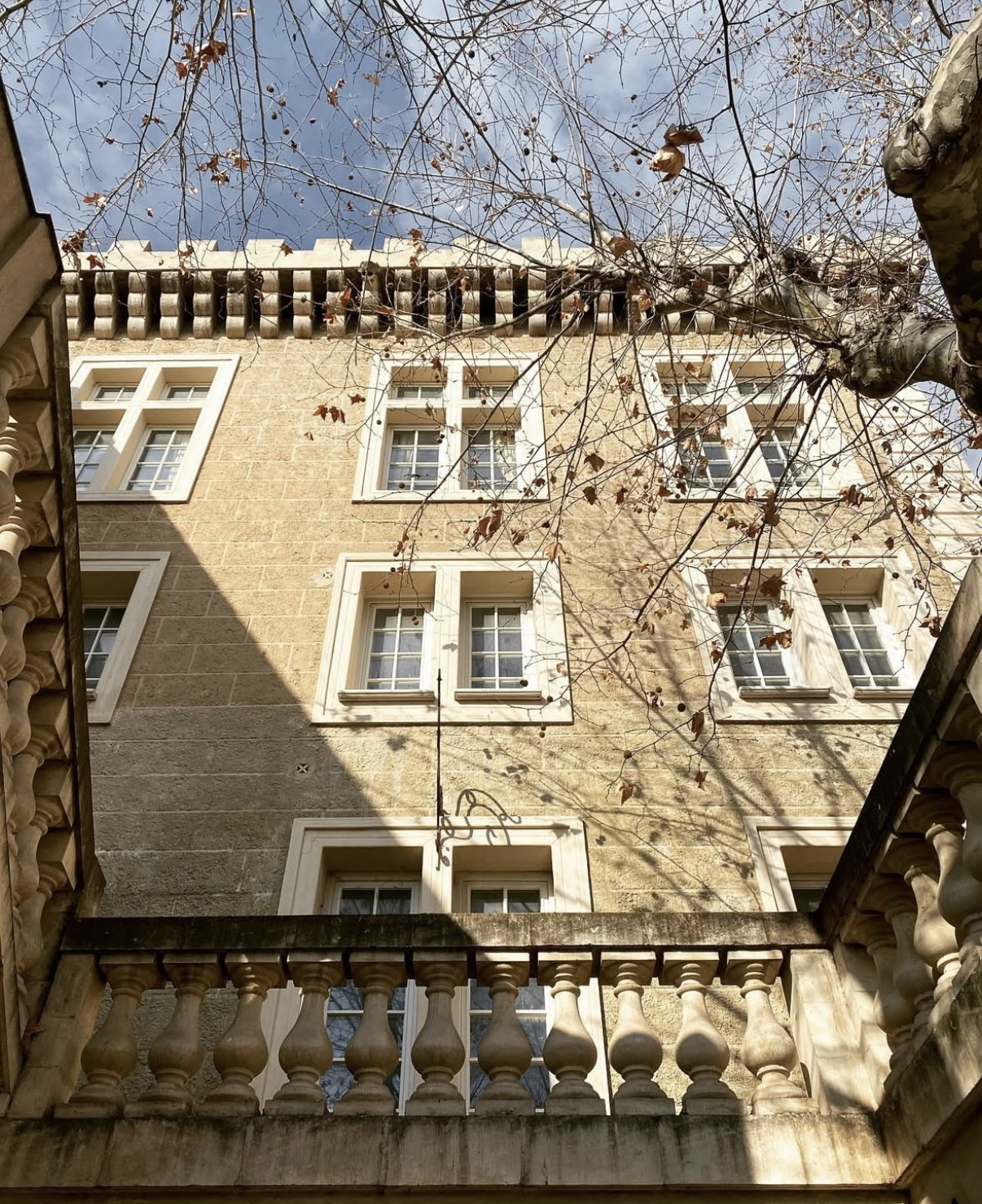
Façade méridionale de l'aile "Renaissance"

Une cheminée en marqueterie de marbres du XVIIIe siècle, deux glaces dites "de Beaucaire" et une riche collection de faïences provençales y sont présentées.

### Salle des Santons
La salle des santons et des crèches abrite une collection très complète d'œuvres des artisans santonniers et créchistes provençaux depuis le XVIIIe siècle.
Une importante collection de santibelli provençaux, d'ex-voto, d'objets de dévotion et d'art sacré y est également présentée.

### Salle de la vie domestique
Cette salle, inaugurée en 2013 évoque, dans la tradition des dioramas du Museon Arlaten, plusieurs scènes de vie domestique en Provence : en famille au cabanon, femmes autour du lavoir, cheval de la Saint-Eloi...

### Salle agraire

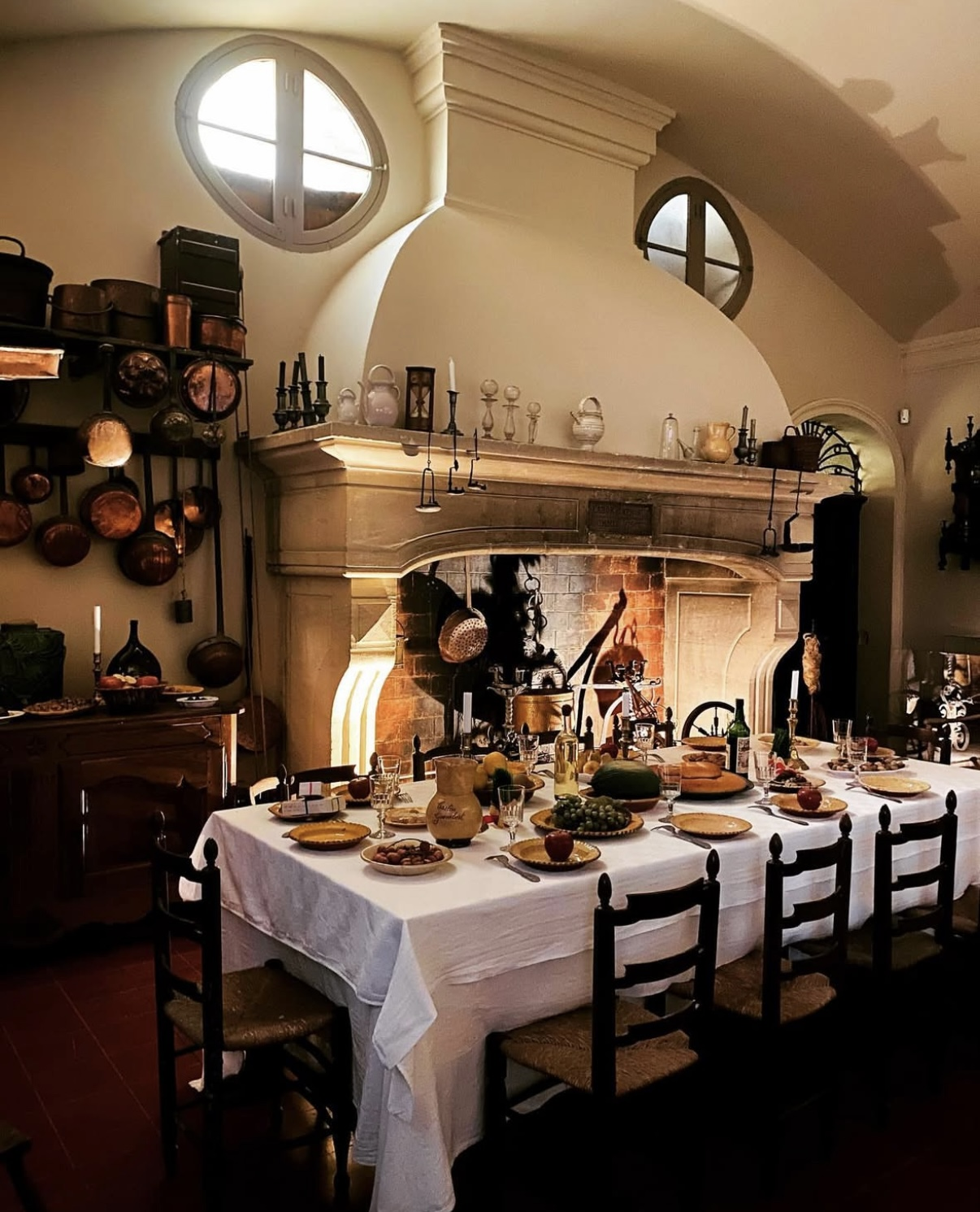
Vue du diorama de la Cuisine Provençale

La salle agraire, contiguë au pigeonnier du musée, est consacrée aux techniques et instruments agraires en usage dans le terroir marseillais aux XVIIIe et XIXe siècles.

## Galerie

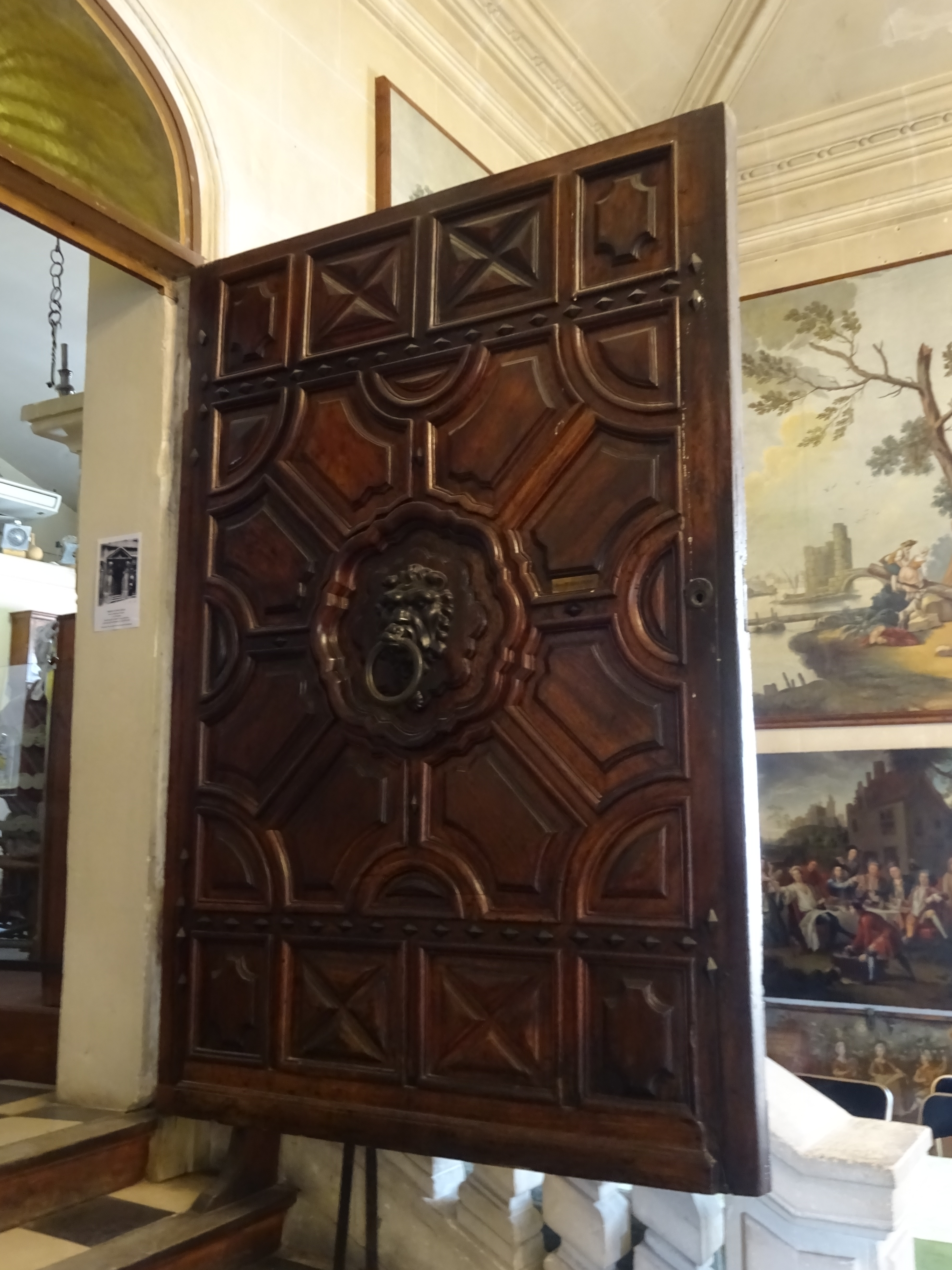
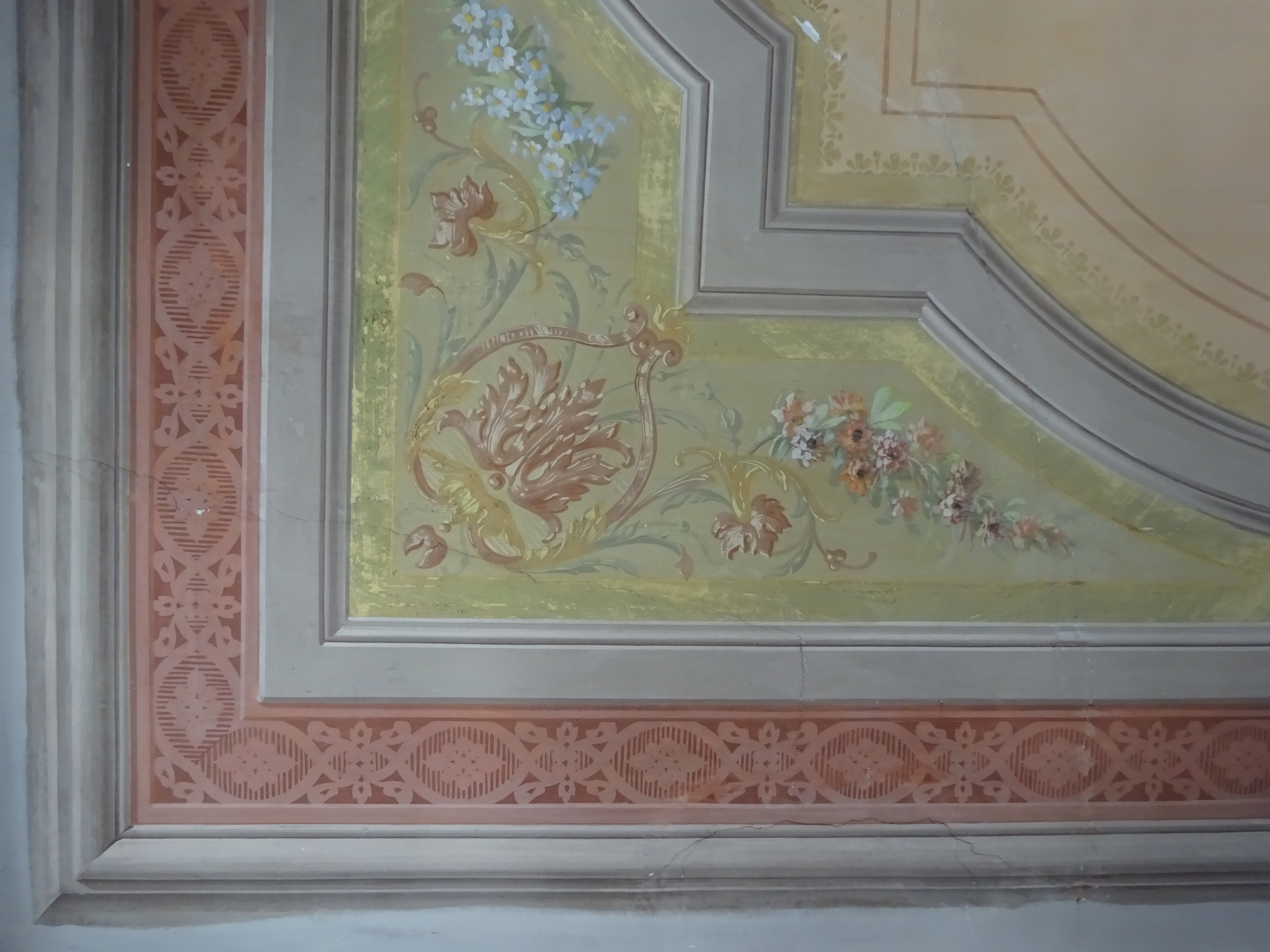
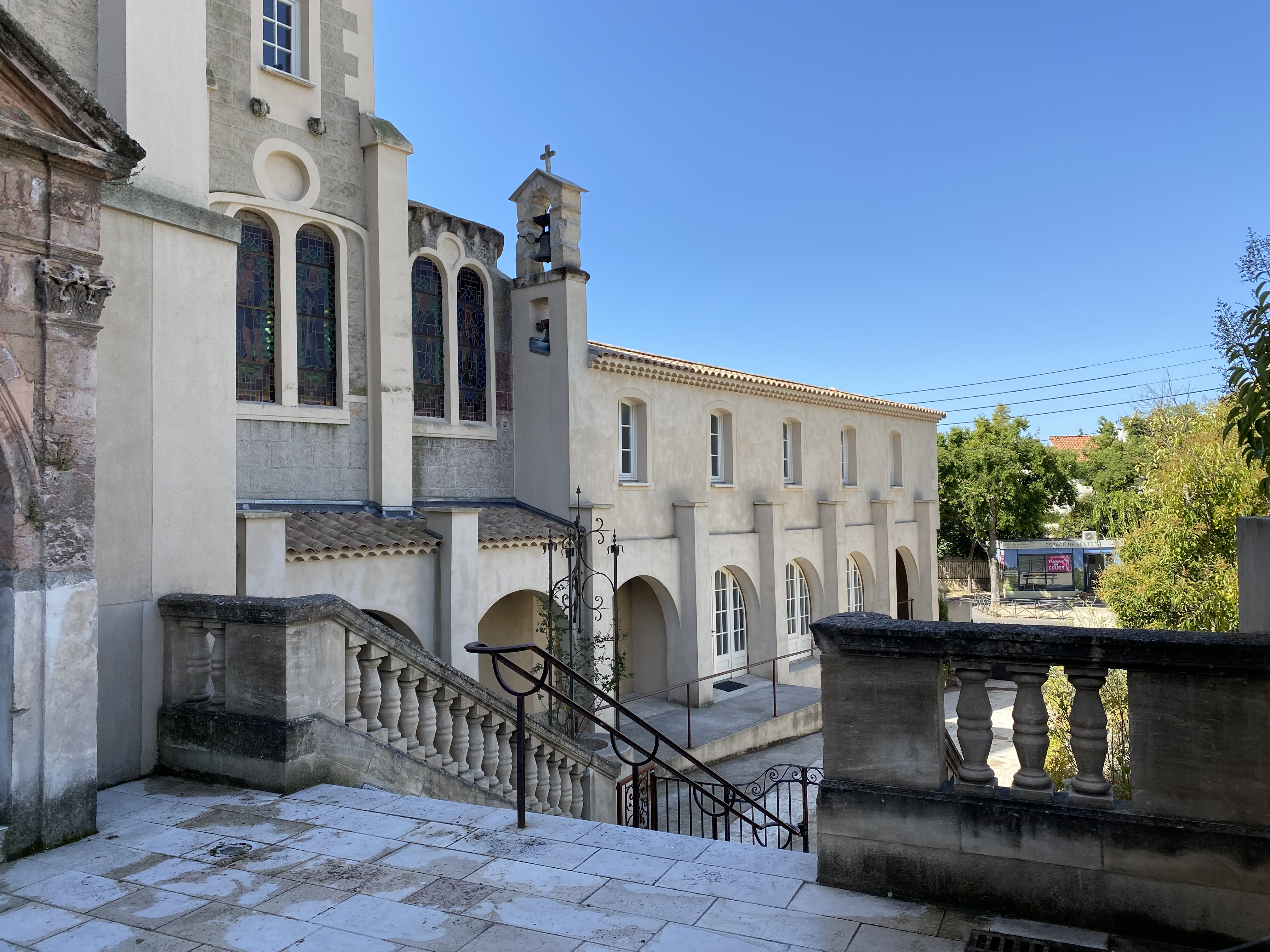

## Notes et références

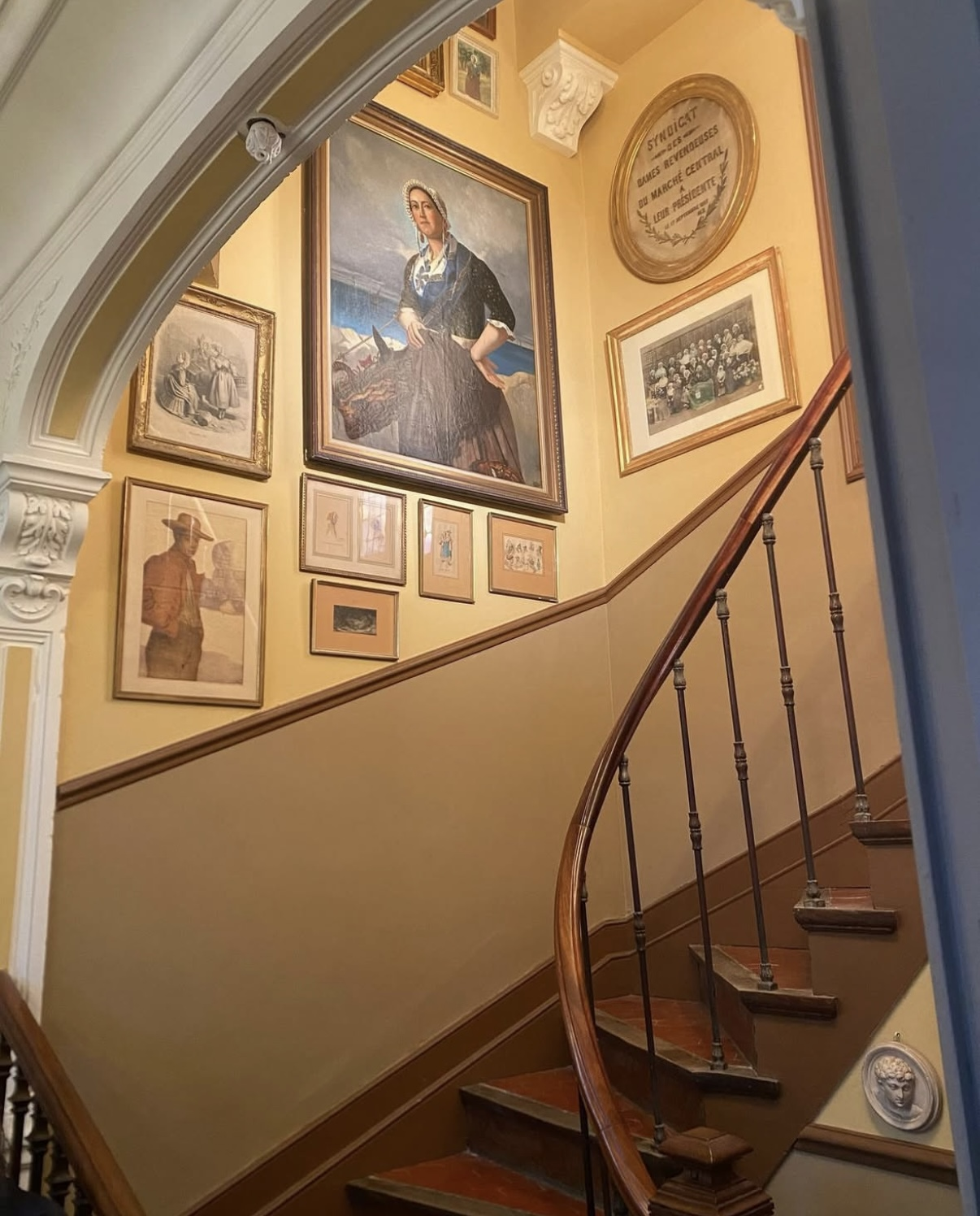
Vue de l'escalier de la maison du fondateur, Musée Provençal

### Bibliographie

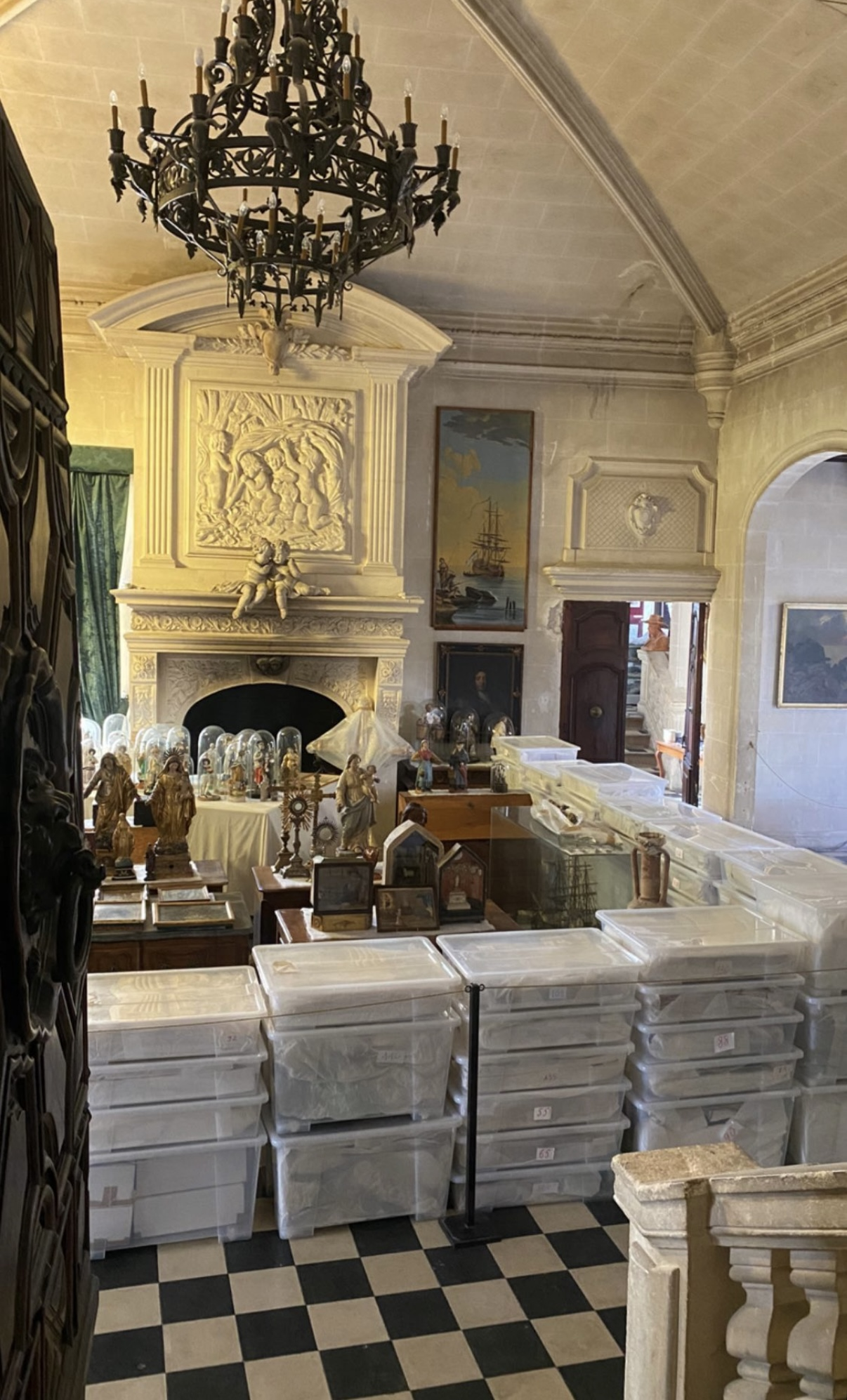
Vue générale de la salle dite "Renaissance", pendant le chantier des collections (2025)

### Lien externe

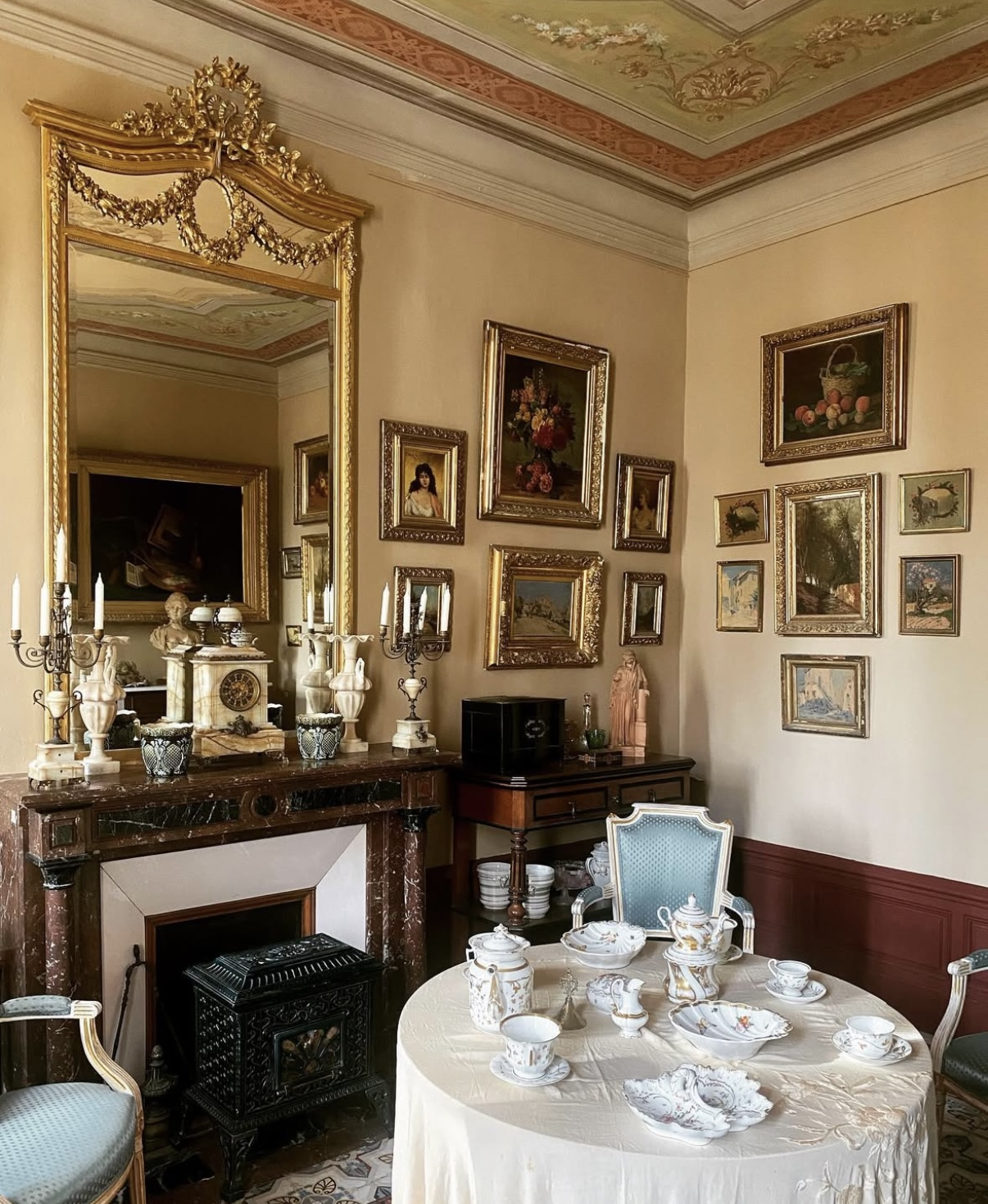
Salon de la famille Julien-Pignol (vers 1910), Musée Provençal

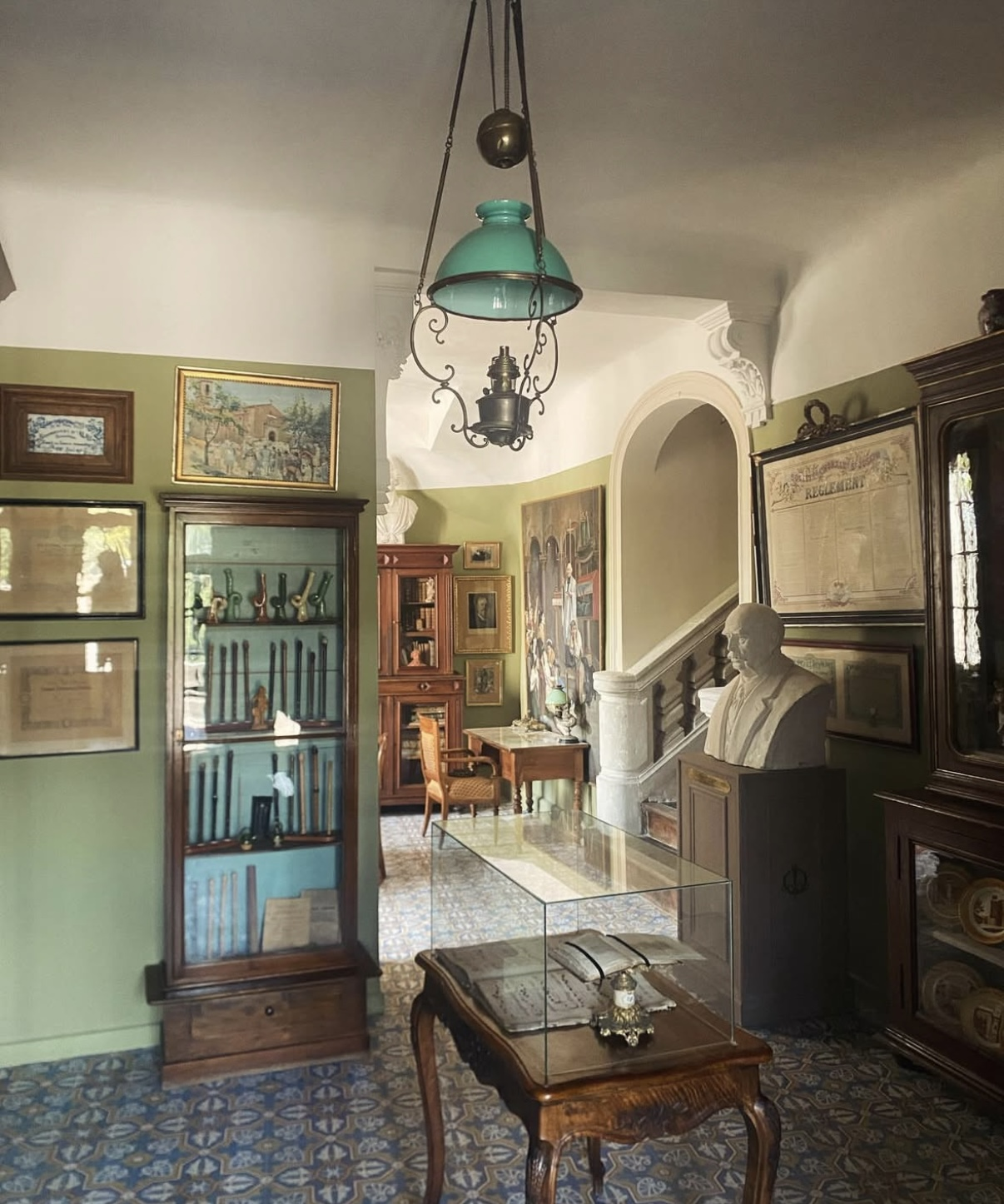
Vue de la bibliothèque du fondateur du musée

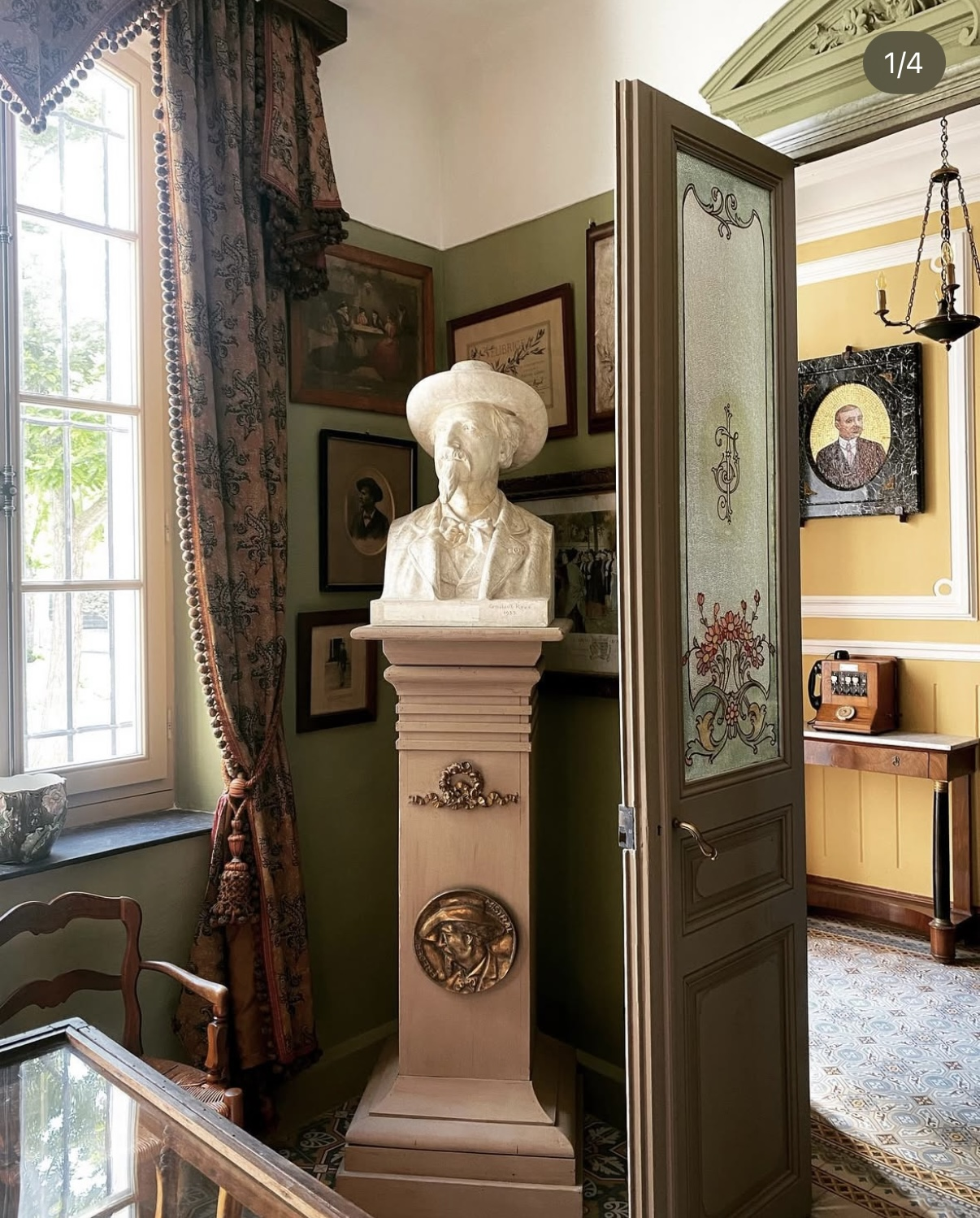
Angle du cabinet de travail du fondateur du musée